# Filigree & Shadow
Filigree & Shadow è un album realizzato nel 1986 dai This Mortal Coil, supergruppo capitanato da Ivo Watts-Russel. Questo gruppo era formato principalmente da artisti affiliati all'etichetta 4AD, di cui Ivo fu cofondatore e attualmente proprietario e presidente. L'album raggiunse il secondo posto nella classifica inglese indipendente, rimanendovi complessivamente 16 settimane a partire dall'11 ottobre 1986. Si tratta di un doppio LP, introdotto dal prefisso "DAD" (quello per i doppi album) nel catalogo della etichetta 4AD.
Fondamentalmente questo genere di musica è considerato Goth, dato che le canzoni rimandano ad un sound dark e ossessivo, sebbene non troppo deprimente (la prima traccia con intervento vocale, "The Jeweller", ne è esempio di questo concetto). Delle 25 tracce 13 sono strumentali, inclusa la title track.
L'attenzione particolare di Ivo fu quella di considerare ognuno dei quattro lati dell'album un tutt'uno da ascoltare interamente senza interruzione. Questo intento purtroppo si è parzialmente vanificato con la successiva pubblicazione su cd, dato che l'intero disco entra in unico supporto. 

## Lista tracce

### Lato 1
1. Velvet Belly
2. The Jeweller (cantata da Dominic Appleton) (di Pearls Before Swine)
3. Ivy and Neet
4. Meniscus
5. Tears
6. Tarantula (cantata da Dominic Appleton, Deirdre & Louise Rutkowski) (dei Colourbox)

### Lato 2
1. My Father (cantata da Alison Limerick) (di Judy Collins)
2. Come Here My Love (cantata da Jean) (di Van Morrison)
3. At First, and Then
4. Strength of Strings (cantata da Dominic Appleton) (di Gene Clark)
5. Morning Glory (cantata da Deirdre & Louise Rutkowski) (di Tim Buckley)

### Lato 3
1. Inch-Blue
2. I Want to Live (cantata da Deirdre & Louise Rutkowski) (di Gary Ogan & Bill Lamb)
3. Mama K(1)
4. Filigree & Shadow
5. Firebrothers (cantata da Richenel) (dei Quicksilver Messenger Service)
6. Thaïs(1)
7. I Must Have Been Blind (cantata da Richenel) (di Tim Buckley)
8. A Heart of Glass

### Lato 4
1. Alone (cantata da Caroline Seaman & Alison Limerick) (di Colin Newman)
2. Mama K(2)
3. The Horizon Bleeds and Sucks Its Thumb
4. Drugs (cantata da Alison Limerick) (dei Talking Heads)
5. Red Rain (cantata da Caroline Seaman)
6. Thaïs(2)

## Artisti
- Dominic Appleton (Breathless)
- Deirdre Rutkowski
- Louise Rutkowski
- Simon Raymonde (Cocteau Twins)
- Richard Thomas (Dif Juz)
- David Curtis (Dif Juz)
- John Turner
- Alison Limerick
- Jean
- Peter Ulrich (Dead Can Dance)
- Keith Mitchell
- Nigel K. Hine
- Anne Turner
- Les McKeown
- Martin McCarrick
- Richenel
- Chris Pye
- Caroline Seaman
- Alan Curtis (Dif Juz)
- Mark Cox (The Wolfgang Press)
- Andrew Gray (The Wolfgang Press)
- Steven Young (Colourbox)
- Tony Waera

## Altre informazioni
Numeri di catalogo:
- LP: DAD609
- MC: DADC609
- CD: CAD609CD